# Kathedrale Santa María (Vitoria-Gasteiz)

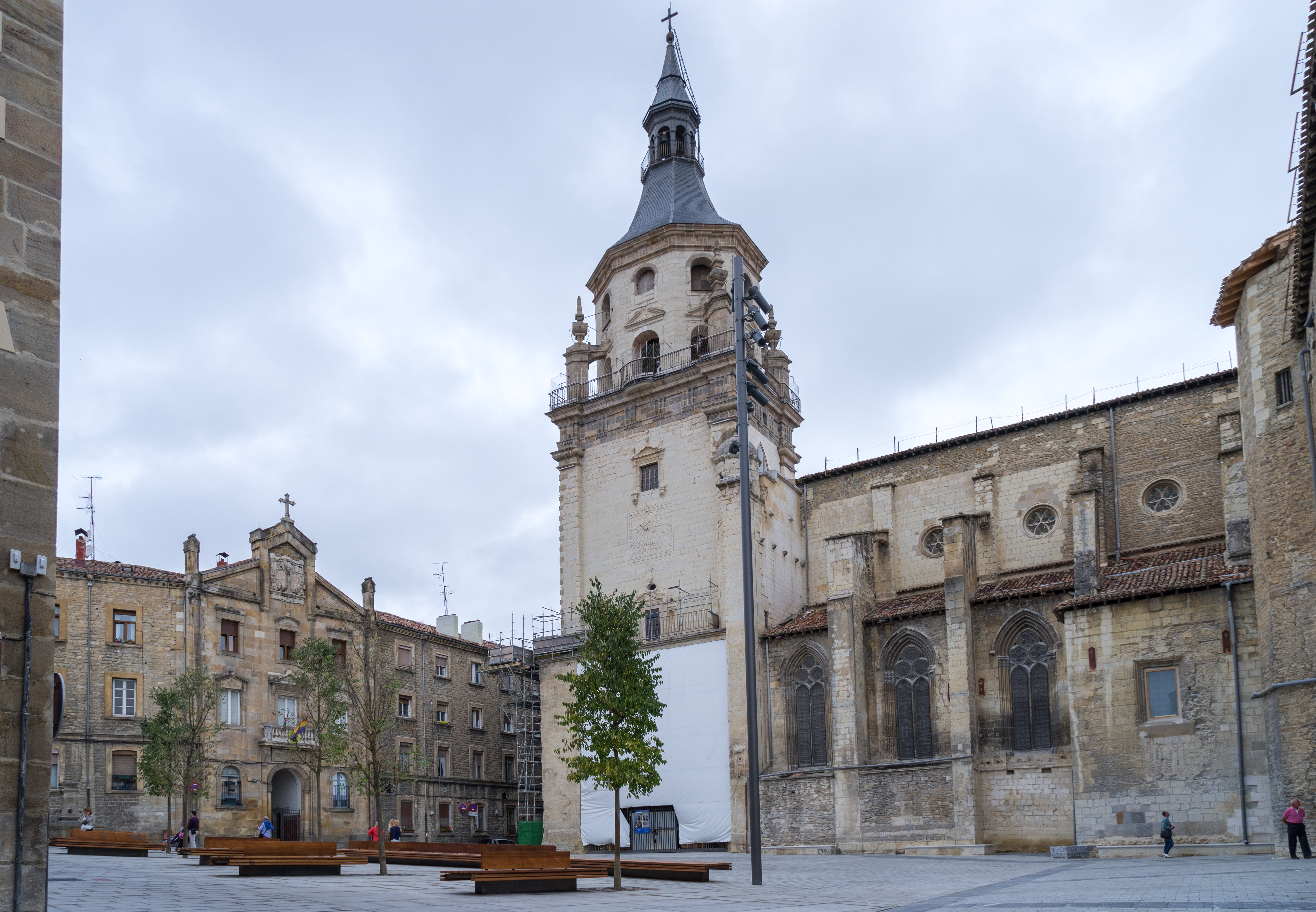
Außenansicht der Kathedrale

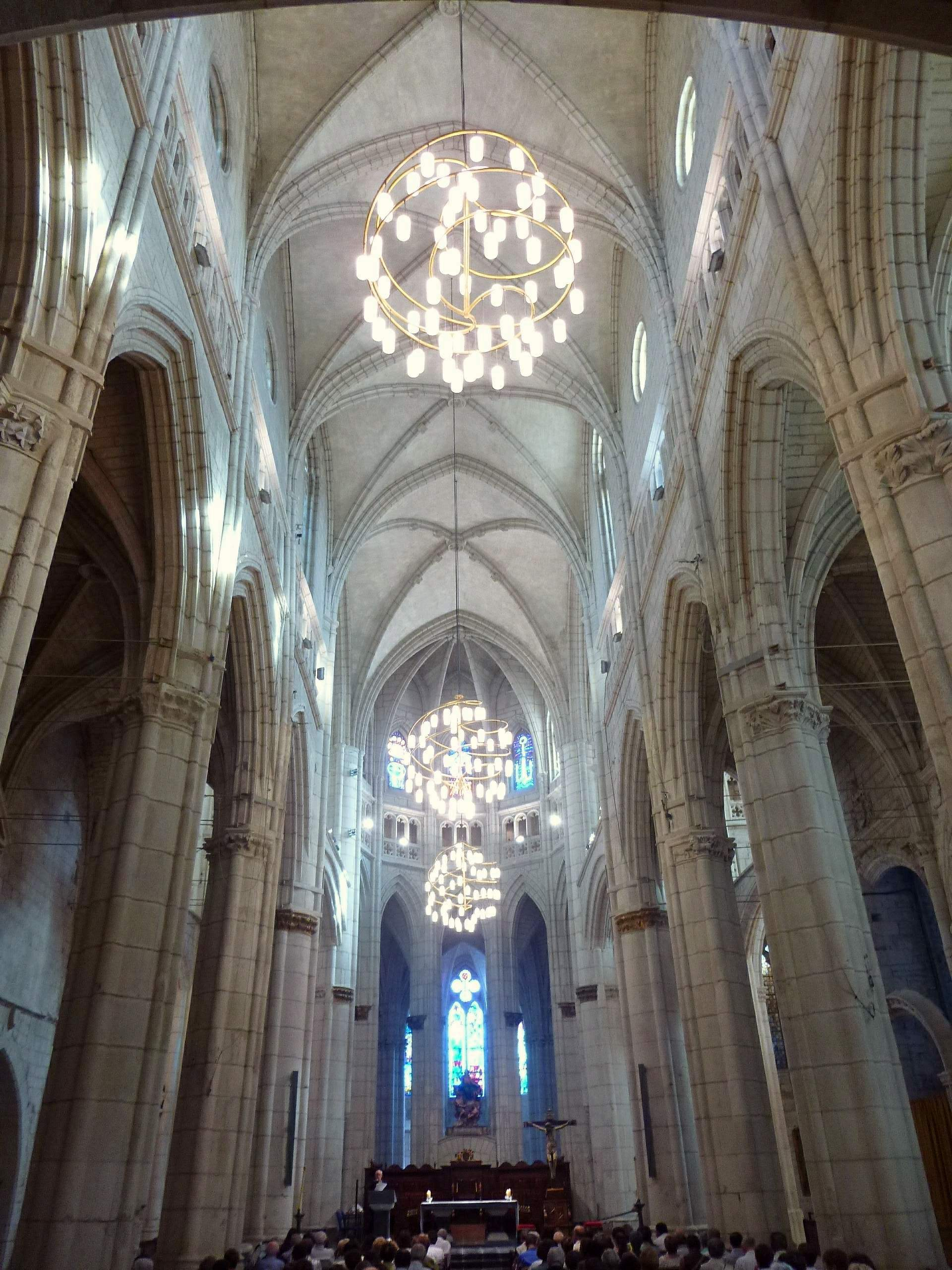
Innenraum

Die Kathedrale Santa María in Vitoria-Gasteiz oder die Alte Kathedrale ist eine römisch-katholische Kirche im historischen Zentrum von Vitoria-Gasteiz, der Hauptstadt der spanischen Autonomen Region Baskenland. Die ehemalige Kathedrale trägt zusätzlich den Titel einer Basilica minor. Das aus der Gotik stammende Kulturdenkmal ist Teil des UNESCO-Welterbes Jakobsweg.

## Geschichte
Die Kirche wurde im 13. und 14. Jahrhundert erbaut. Von 1496 bis 1861 diente sie als Kollegiatkirche und erhielt 1844 den Rang einer Basilica minor verliehen. 1862 wurde die Kirche zur Kathedrale des neu geschaffenen Bistums Bistums Vitoria bestimmt, bis die neue Kathedrale María Inmaculada 1914 fertig gestellt wurde. 1931 wurde die Kirche zum geschützten Kulturgut erklärt. Die Kirche liegt an der Route Camino Vasco del Interior des Jakobswegs, bei der Erweiterung der Welterbestätte  Pilgerwege nach Santiago de Compostela: Camino Francés und die Routen Nordspaniens wurde die Kirche 2015 Teil des UNESCO-Weltkulturerbes.
Schon bei der Erweiterung der Kirche im 16. und 17. Jahrhundert wurden strukturelle Probleme wie die unzureichende Fundamentierung deutlich. Den nach wie vor sichtbaren Verschiebungen im Dezimeterbereich wurde mit Verstärkungen und zusätzlichen Strebebögen im Innern begegnet. Diese wurden teilweise im Rahmen einer großen Renovierung in den 1960er Jahren wieder entfernt, was letztendlich 1994 zur Schließung der Kathedrale wegen Baufälligkeit führte.
Im Rahmen des im Mai 1998 in Vitoria abgehaltenen First European Congress on Restoration of Gothic Cathedrals stellte die Fundación Catedral de Santa María einen Masterplan für die grundlegende Sicherung und Restaurierung der Kathedrale vor, der in den Folgejahren unter dem Motto Abierto por obras, sinngemäß Wegen Renovierung geöffnet, umgesetzt wurde. Seit 2014 ist die Kirche wieder für Gottesdienste zugänglich. Führungen zur Bau- und Renovierungsgeschichte werden regelmäßig von der Fundación angeboten.

## Beschreibung
Die Kirche wurde im Norden des mittelalterlichen Stadtzentrums als Teil der Stadtbefestigung errichtet. Den Grundriss bildet ein lateinisches Kreuz mit einem langen Querhaus. Das Langhaus wurde als dreischiffige Basilika entworfen, den Chor umschließt ein Chorumgang mit Kapellen. Der Kirchturm steht über der rechten Seite des Portals. Die Hauptfassade mit drei Eingängen ist sehr kunstvoll ausgestaltet. Der zentrale Portikus ist Maria gewidmet, der linke dem heiligen Ägidius und der rechte dem Jüngsten Gericht und Jakobus dem Älteren.

## Trivia
Der Bau der Kirche bot dem britischen Schriftsteller Ken Follett im Jahr 2007 die Grundlage für sein Buch Die Tore der Welt.